# 宫本言
宫本言（1927年1月—2011年10月6日），山东文登人，中华人民共和国政治人物。

## 生平
1943年，到胶东东海铁工厂做工。1944年12月，加入中国共产党。1949年，任华东第二军工局兵工二厂党支部书记，东北人民政府工业部机械管理局工会主席，齐齐哈尔第一机床厂车间主任、科长、副厂长。1956年，任南京机床铸件厂副厂长，齐齐哈尔第一机床厂副厂长、厂长。1961年11月起任黑龙江省第一机床厂厂长。1971年起任齐齐哈尔第一机床厂革委会副主任、副书记、厂长。1978年11月，任齐齐哈尔第一重型机器厂（第一重型机器厂）厂长（至1982年7月）、党委副书记、书记（至1981年10月）。1980年10月至1983年2月，任中共黑龙江省委常委，1980年11月至1983年春，任中共黑龙江省委工业交通政治部主任、黑龙江省经委主任。1983年春至1985年5月，任黑龙江省副省长兼黑龙江省经委主任、党组书记。1985年至1990年，任中共哈尔滨市委副书记、哈尔滨市市长。1990年2月至1993年12月，任中共哈尔滨市委顾问。此外担任中共第十二届中央候补委员。2011年10月6日在北京逝世，享年85岁。